# Buccinum solenum
Buccinum solenum är en snäckart som beskrevs av Dall 1919. Buccinum solenum ingår i släktet Buccinum och familjen valthornssnäckor. Inga underarter finns listade i Catalogue of Life.